# 182 Elsa
Elsa /ˈɛlzə/ (định danh hành tinh vi hình: 182 Elsa) là một tiểu hành tinh kiểu S, ở vành đai chính.
Ngày 7 tháng 2 năm 1878, nhà thiên văn học người Áo Johann Palisa phát hiện tiểu hành tinh Elsa khi ông thực hiện quan sát tại Đài quan sát Hải quân Áo ở Croatia ngày nay. Nguồn gốc tên của nó không rõ ràng; có thể nó được đặt theo tên nhân vật trong truyền thuyết Lohengrin, được bất tử hóa trong vở opera cùng tên của Richard Wagner.
Nó quay rất chậm. Năm 1980, chu kỳ quay quanh trục của Elsa được ước tính là khoảng phải mất khoảng 3,3 ngày Trái Đất mới được một vòng, vì thế người ta cho rằng có thể nó có một vệ tinh tự nhiên.
182 Elsa có đường cong ánh sáng khuếch tán, cho thấy hình dạng của nó thuôn dài hoặc không đều. Nó là một trong năm tiểu hành tinh được NASA cho phép các nhà thiên văn học nghiệp dư sử dụng kính viễn vọng không gian Hubble nghiên cứu trong năm 1993.